# Markus Lewe

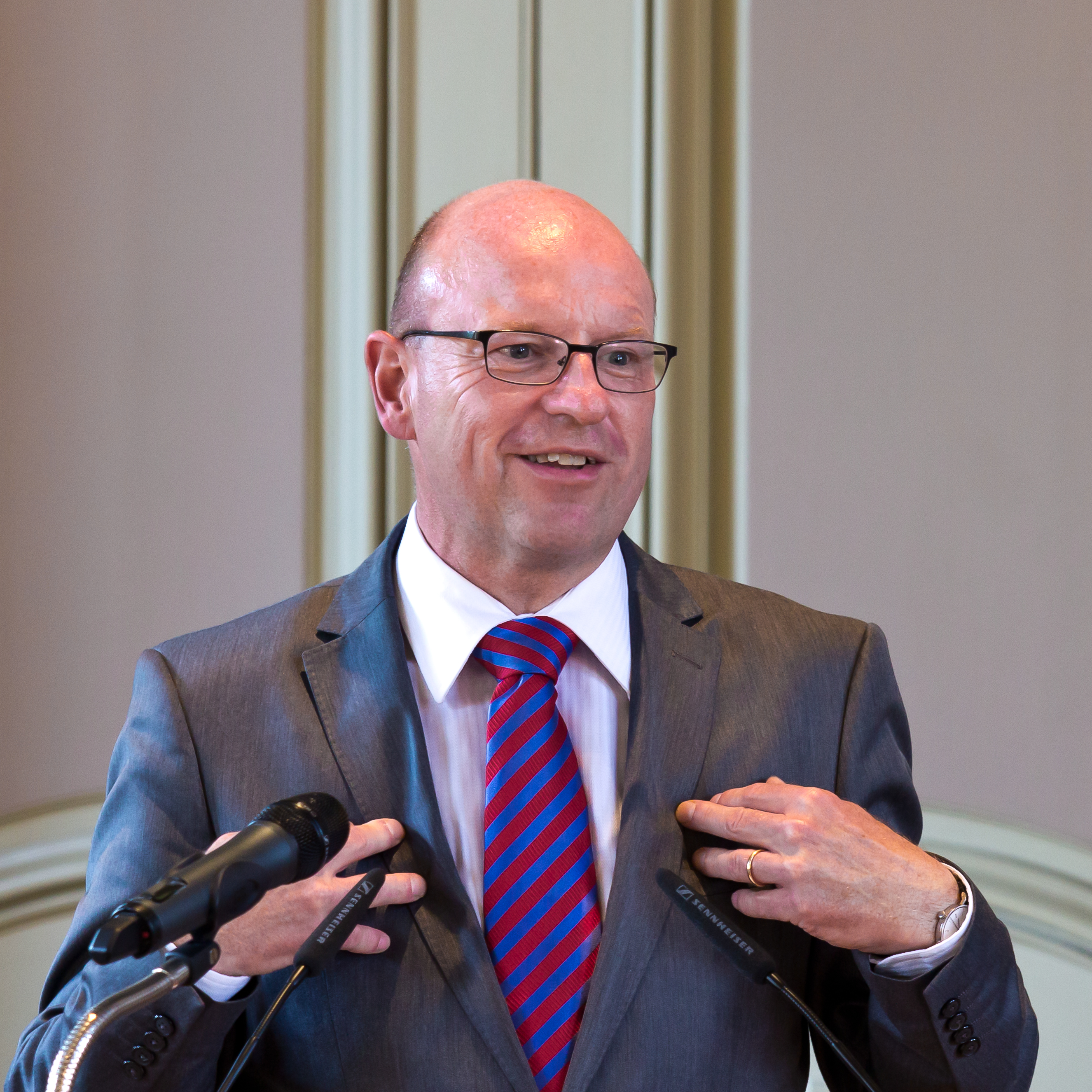
Markus Lewe (2014)

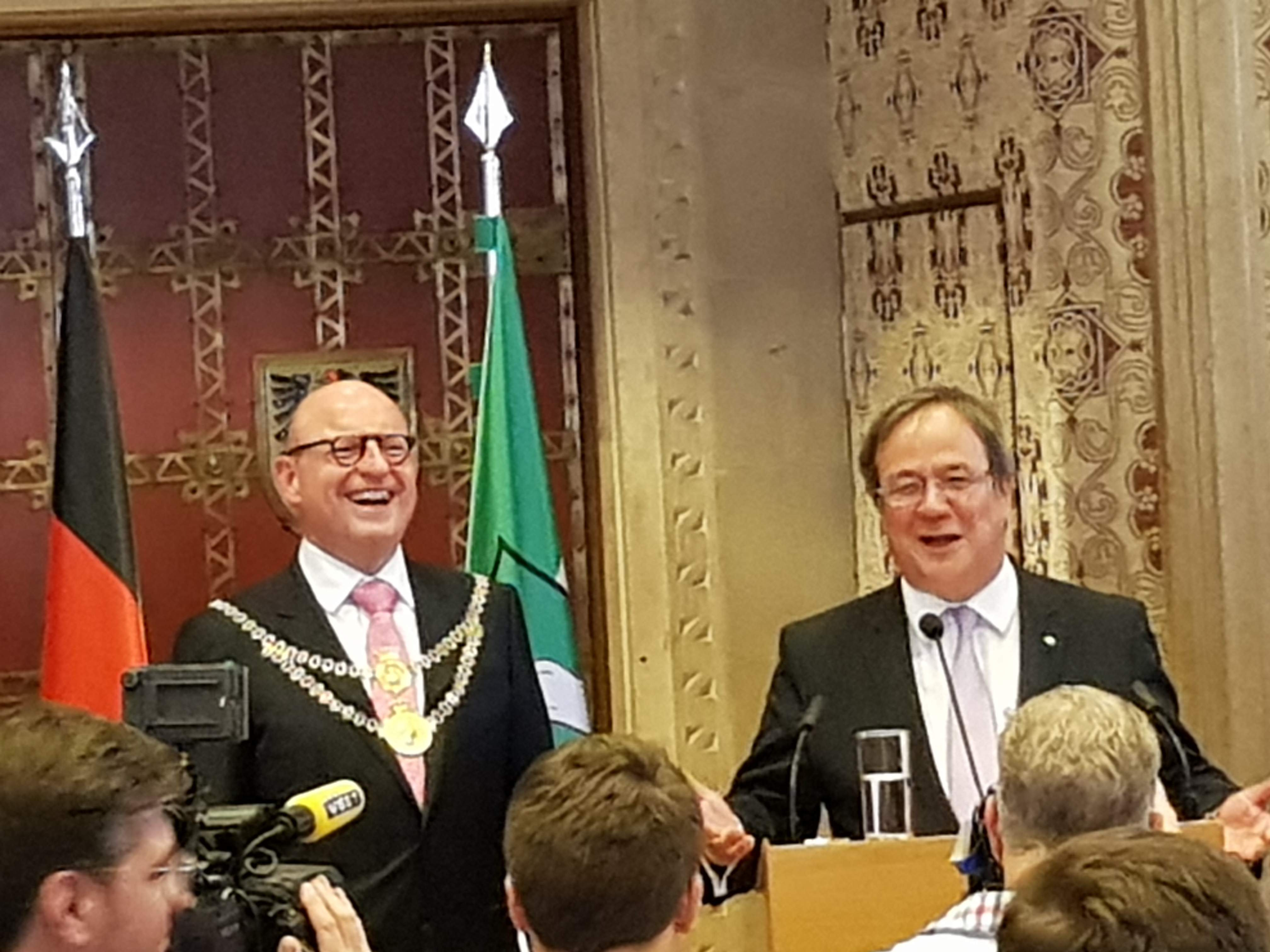
Oberbürgermeister Markus Lewe und Ministerpräsident Armin Laschet bei einem Empfang anlässlich des 101. Katholikentags in Münster (2018)

Markus Wilhelm Lewe (* 27. März 1965 in Münster) ist ein deutscher Kommunalpolitiker (CDU) und seit 2009 Oberbürgermeister der Stadt Münster.

## Leben
Lewe beendete seine schulische Ausbildung am Ratsgymnasium in Münster mit dem Abitur. Nach dem Wehrdienst begann er ein Studium der Verwaltungswissenschaften, das er 1989 als Diplom-Verwaltungswirt (FH) abschloss. Nach dem Studium wurde er Mitarbeiter beim Landschaftsverband Westfalen-Lippe. Anschließend übernahm er eine Position als Kassenprüfer im Bistum Münster und stieg zum Leiter des Referats Controlling und Chef der Organisationsentwicklung im Bistum auf. 
Er ist verheiratet und hat fünf Kinder.

## Politik
Im Jahr 1999 wurde Lewe zum Bezirksbürgermeister des Stadtbezirks Münster-Süd-Ost gewählt. 2004 folgte eine Wiederwahl. Im Jahre 2007 übernahm Lewe den Parteivorsitz des CDU-Kreisverbands Münster. Nachdem Oberbürgermeister Berthold Tillmann verkündete, bei der Kommunalwahl 2009 nicht wieder anzutreten, wurde Lewe am 13. März 2008 zum CDU-Kandidaten für die Oberbürgermeisterwahl in Münster gewählt. Bei der Kommunalwahl am 30. August 2009 setzte er sich gegen Wolfgang Heuer von der SPD durch und wurde mit 49,48 % aller Stimmen als Nachfolger von Berthold Tillmann zum Oberbürgermeister von Münster gewählt. Er übernahm das Amt am 21. Oktober 2009 und trat in der Folge vom CDU-Kreisvorsitz zurück.
Bei der folgenden Oberbürgermeisterwahl am 13. September 2015 wurde Markus Lewe erneut von der CDU als Kandidat nominiert und konnte sich direkt im ersten Wahlgang mit 50,6 Prozent der abgegebenen Stimmen gegen den SPD-Kandidaten Jochen Köhnke (23,8 %) und seine Herausforderin von den Grünen Maria Klein-Schmeink (20,8 %) durchsetzen.
Auch für die Oberbürgermeisterwahl am 13. September 2020 nominierte die CDU-Münster Lewe als ihren Kandidaten. Bei der Wahl am 13. September 2020 erhielt Lewe zwar die meisten Stimmen, verfehlte aber die absolute Mehrheit. 
Die anschließende Stichwahl am 27. September 2020 gewann er mit 52,6 Prozent der abgegebenen Stimmen gegen Peter Todeskino von den Grünen (47,4 %) und wurde damit für eine weitere Amtszeit wiedergewählt.
Neben seinem Amt als Oberbürgermeister ist Lewe auch Aufsichtsratsmitglied des Flughafens Münster/Osnabrück. 2015 wurde Lewe mit dem Muhammad-Nafi-Tschelebi-Preis ausgezeichnet.
Lewe war seit dem Jahr 2013 Mitglied des Präsidiums des Deutschen Städtetages und seit 8. Juli 2016 als Vertreter des Deutschen Städtetages Mitglied im ZDF-Fernsehrat. Am 1. Januar 2018 übernahm Lewe auf Vorschlag von CDU und CSU das Präsidentenamt des Deutschen Städtetages. Damit trat er in der Führung des kommunalen Spitzenverbandes die Nachfolge von Eva Lohse (Ludwigshafen am Rhein) an. Als Städtetagspräsident forderte er angesichts von Wohnungsnot und rasant steigenden Mieten, den Bau von jährlich 400.000 Wohnungen in Deutschland, davon 120.000 Sozialwohnungen. Am 6. Juni 2019 wurde Burkhard Jung, Oberbürgermeister von Leipzig, zu seinem Nachfolger gewählt. Lewe war bis November 2021 Vizepräsident des Städtetages und wurde am 18. November 2021  in Erfurt erneut zum Präsidenten des Städtetags gewählt. Am 14. Mai 2025 endete sein Amt als Präsident des Städtetags. Er kandidierte nicht erneut, zu seinem Nachfolger als Präsident wurde erneut der Oberbürgermeister Burkhard Jung aus Leipzig. Auf der Hauptversammlung des Städtetags in Hannover wurde Lewe am 14. Mai 2025 zum Ehrenmitglied gewählt. 2022 war er Mitglied der 17. Bundesversammlung.
Am 3. Juni 2024 kündigte Lewe an bei den Oberbürgermeisterwahl 2025 nicht erneut für das Amt des Oberbürgermeisters der Stadt Münster kandidieren zu wollen.